# Centre hospitalier universitaire Sainte-Justine
Pour les articles homonymes, voir Sainte-Justine.
Le Centre hospitalier universitaire (CHU) Sainte-Justine est le plus grand centre mère-enfant au Canada et l'un des quatre plus importants centres pédiatriques en Amérique. Ce centre hospitalier universitaire est affilié à l'Université de Montréal (Réseau universitaire intégré de santé de l’Université de Montréal).

## Historique

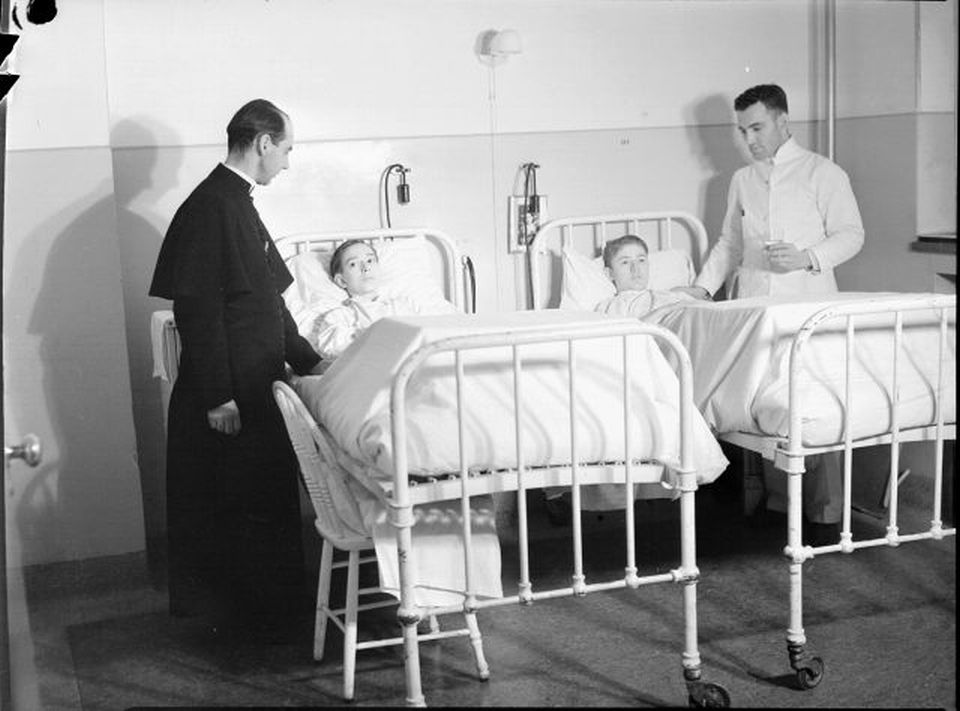
Deux religieux aux soins d'enfants alités à l'hôpital Sainte-Justine en 1945

En 1900 à Montréal, un enfant sur quatre meurt avant d'avoir atteint l'age d'un an, un taux dépassant  toutes les grandes villes occidentales, L'établissement de soins destiné aux enfants malades, l'Hôpital Sainte-Justine est fondé par Justine Lacoste-Beaubien et Dr Irma Levasseur, considérée comme la première femme canadienne-française à devenir médecin. Le docteur Séverin Lachapelle collabore également à la fondation vers 1907. L'établissement ouvre ses portes sur la rue Saint-Denis, à Montréal, en novembre 1907. On le déménage à trois reprises pour permettre son agrandissement, d'abord sur l'avenue De Lorimier, puis à nouveau sur la rue Saint-Denis et enfin sur le chemin de la Côte-Sainte-Catherine, où il se trouve aujourd'hui. À cette époque, un groupe de bénévoles et d'infirmières fondent une petite clinique, où les mères peuvent rencontrer une infirmière ou un médecin, nommé Goutte de lait,
Justine Lacoste-Beaubien occupe la direction de l’hôpital de 1907 jusqu’en 1966. La régie interne de l'Hôpital et de l'École d'infirmières est confiée en 1910 aux religieuses de la congrégation des Filles de la Sagesse. Le CHU Sainte-Justine obtient un statut de centre hospitalier universitaire en 1995.
En 2022, le CHU Sainte-Justine reçoit un don historique de 40 millions pour la recherche sur le cancer pédiatrique. Il s’agit du plus grand don octroyé à un centre hospitalier dans l’histoire du Québec.

## Chiffres clés
Le CHU Sainte-Justine comprend 489 lits (2010-2011) dont 40 au Centre de réadaptation Marie Enfant. Depuis l'an 2000, ce centre est le seul centre de réadaptation pédiatrique du Québec à être affilié au CHU Sainte-Justine.

## Regroupement administratif avec le Centre hospitalier universitaire Sainte-Justine
Le CHU Sainte-Justine a vu son conseil d'administration et sa structure administrative regroupés avec celle du Centre hospitalier de l'Université de Montréal au mois de septembre 2015 par le ministre de la Santé et des Services sociaux du Québec, Gaétan Barrette. Des inquiétudes émises notamment par des professionnels et des parents de patients de cette institution de soins pédiatriques ont donné naissance à un mouvement de contestation,. Le ministre Barrette a renversé sa décision au mois d'avril 2018, deux semaines après que le Conseil des médecins, dentistes et pharmaciens de Sainte-Justice ait annoncé son intention de contester devant les tribunaux la légalité du regroupement administratif,,.

## Galerie

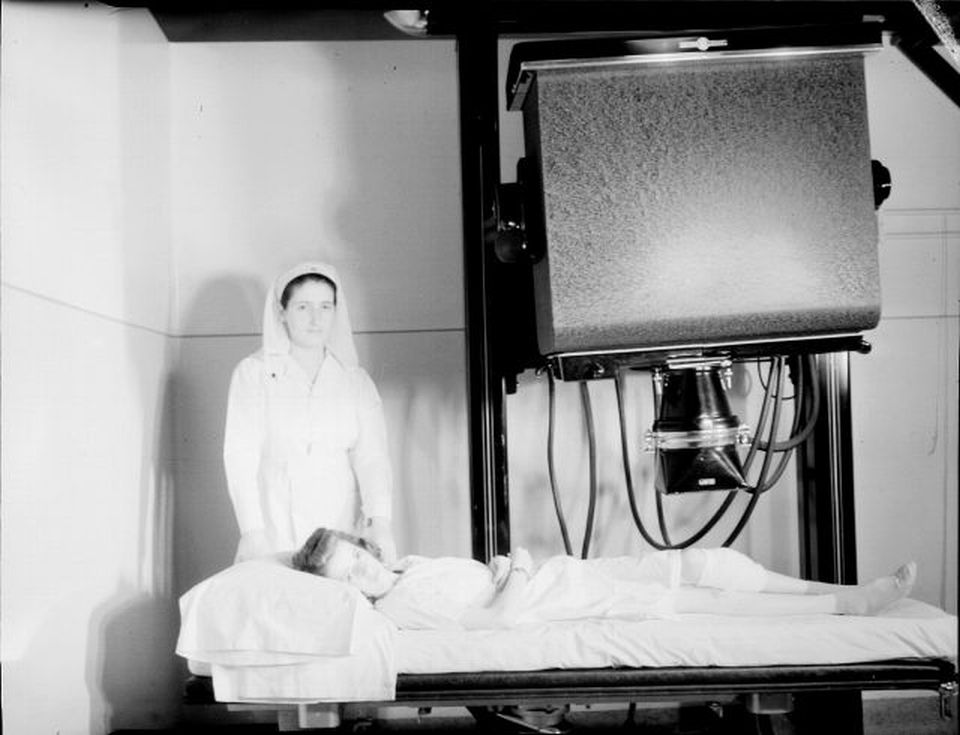
Radiographie de la jambe, 1944
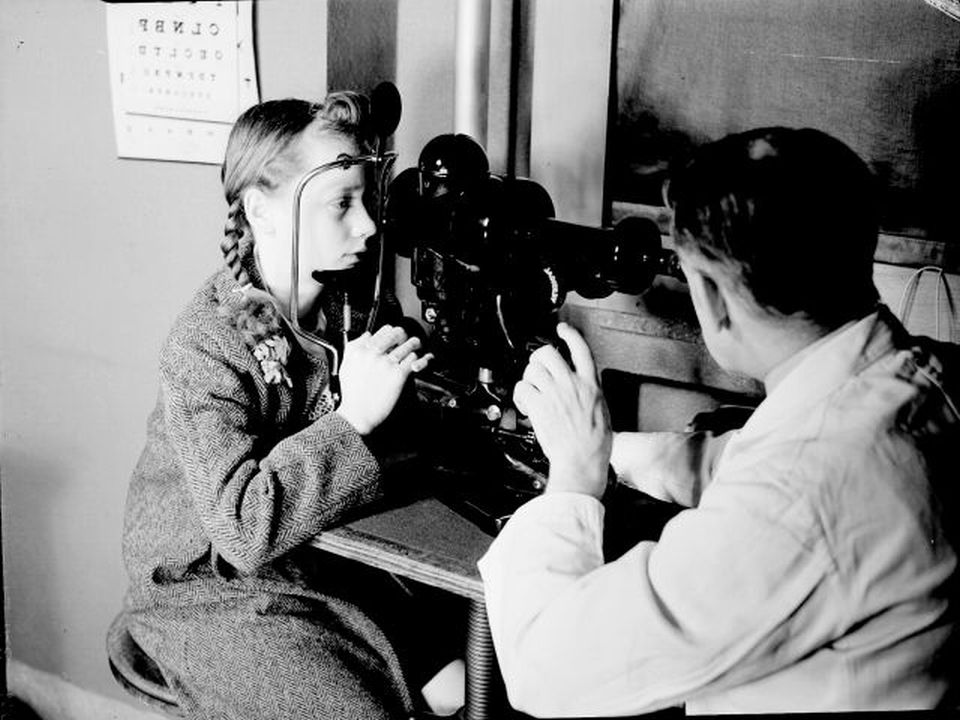
Examen de la vue, 1944
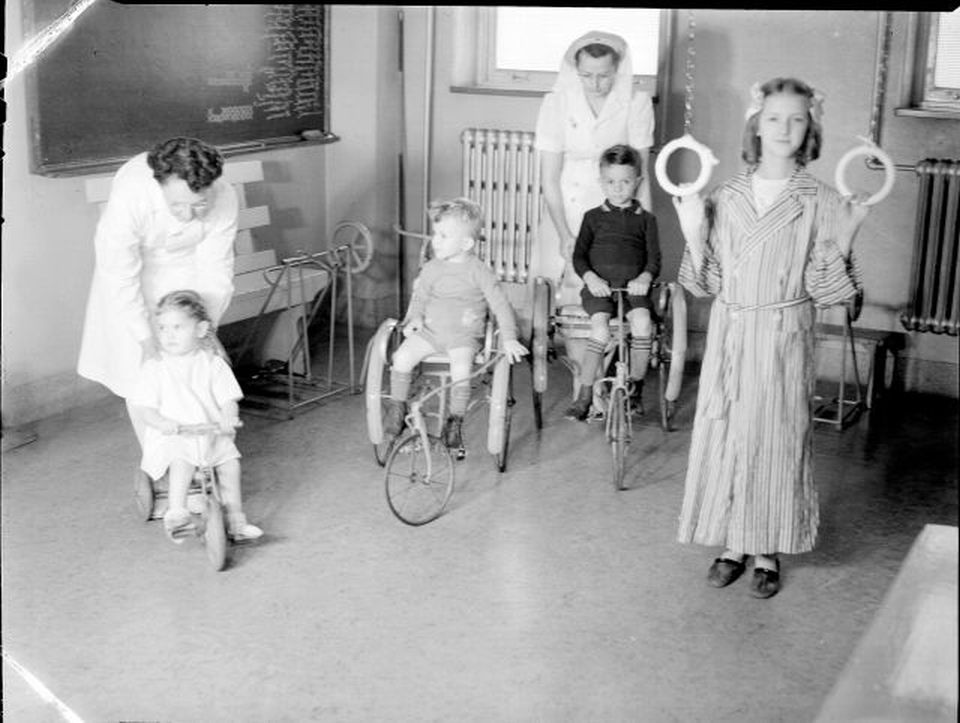
Réadaptation, 1944
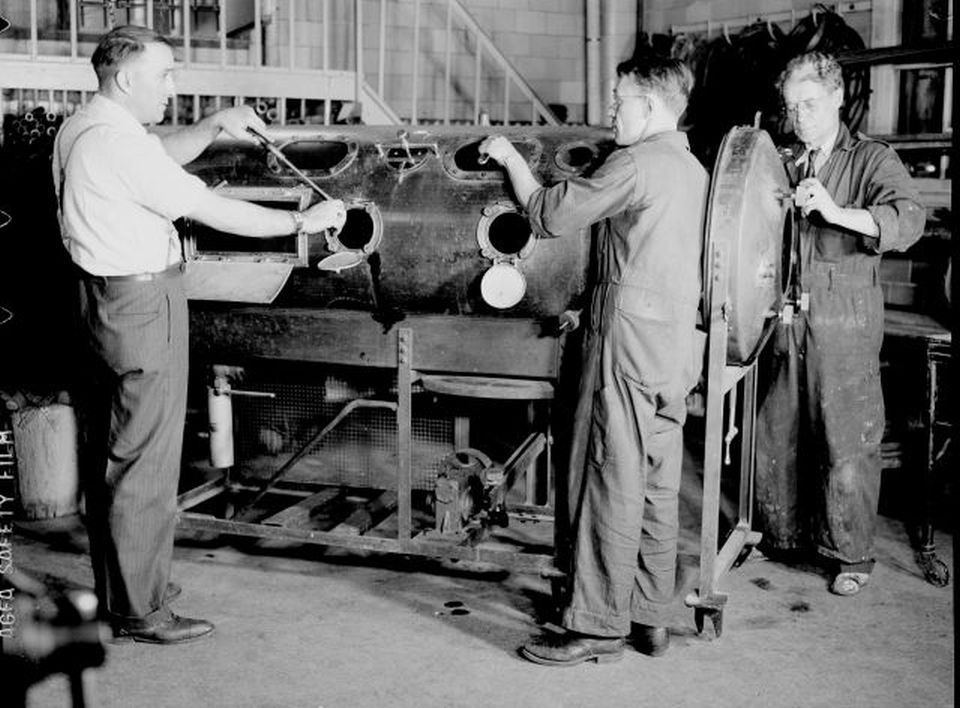
Poumon d'acier, 1946
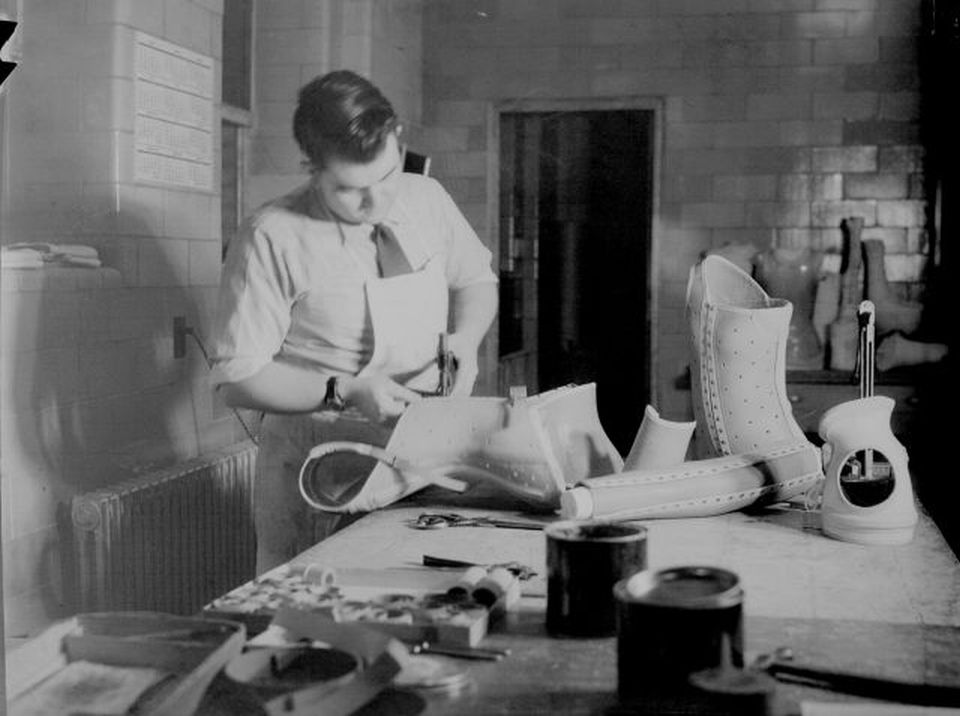
Prothèses orthopédiques, 1946
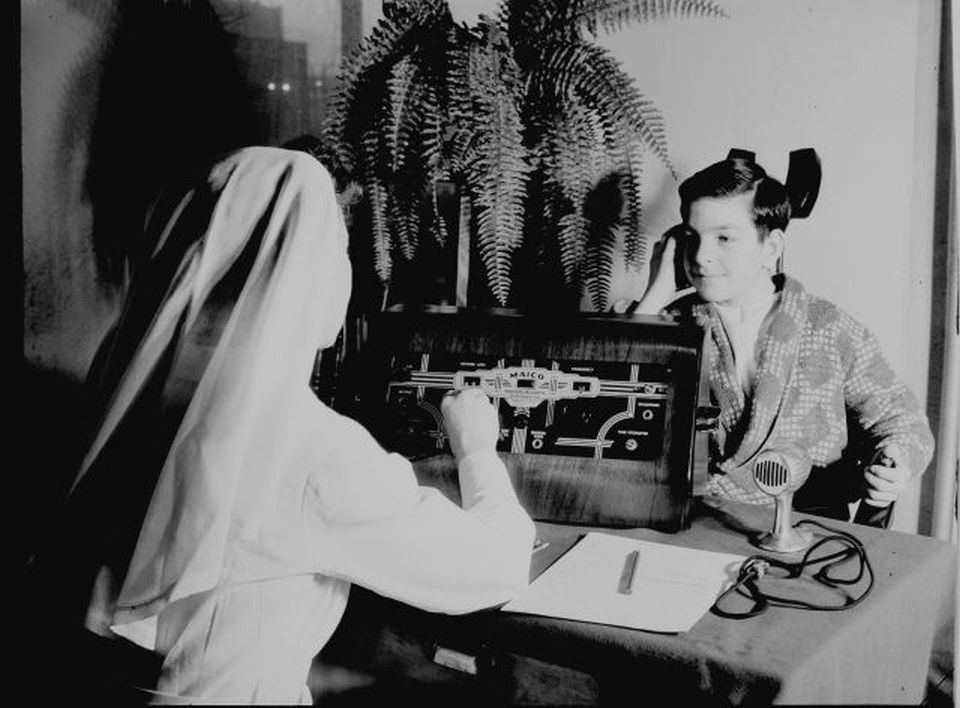
Mesure d'acuité auditive, 1946
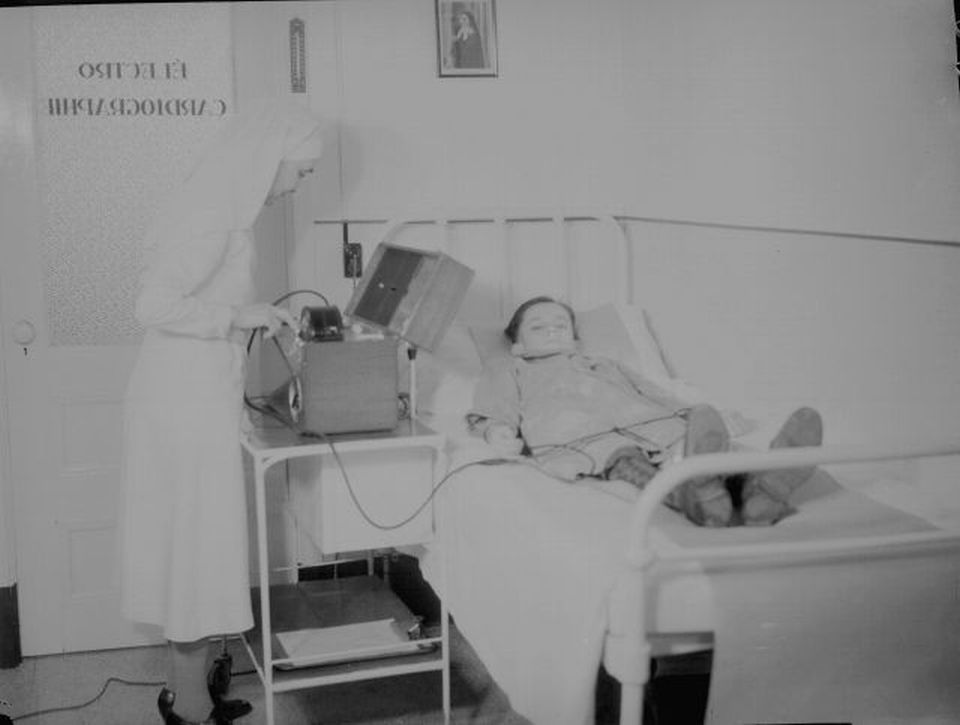
Électrocardiographe, 1946
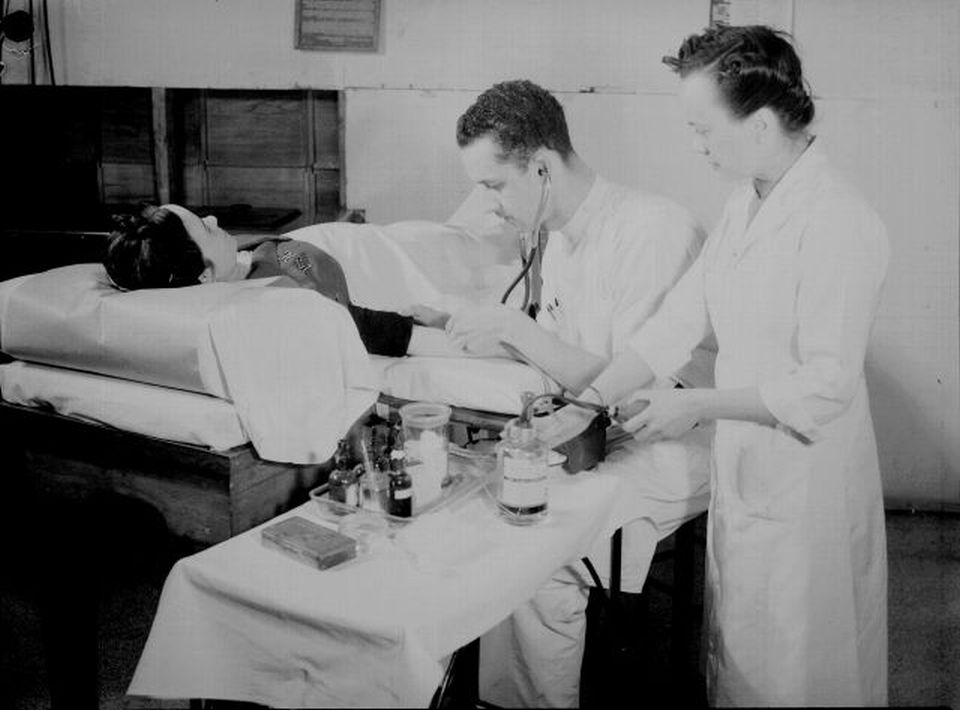
Injection de soluté, 1946
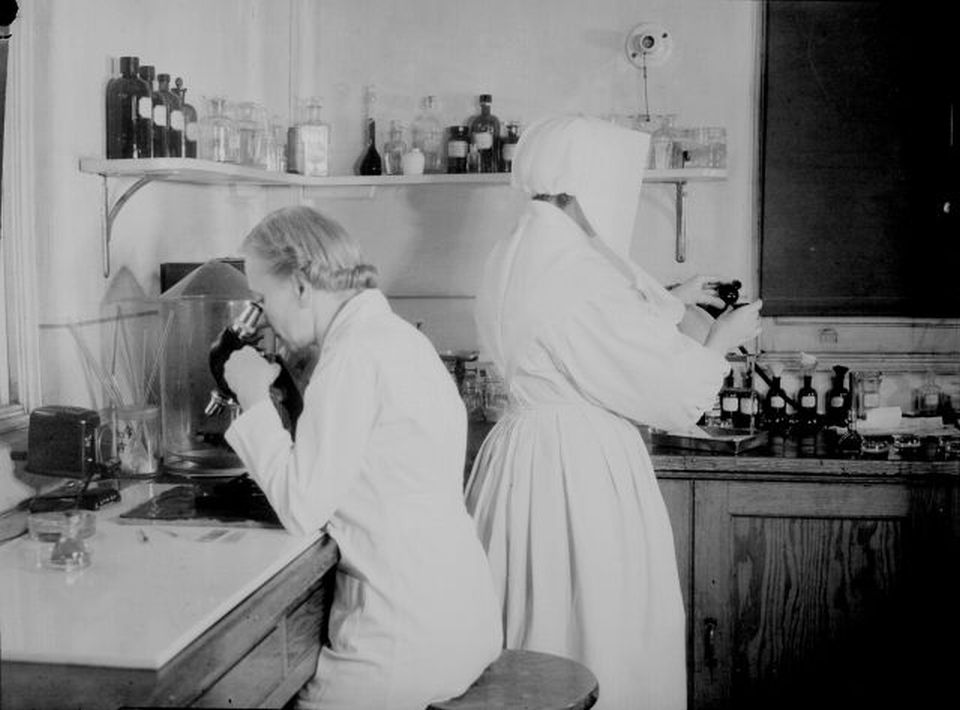
Préparation de médicaments, 1946
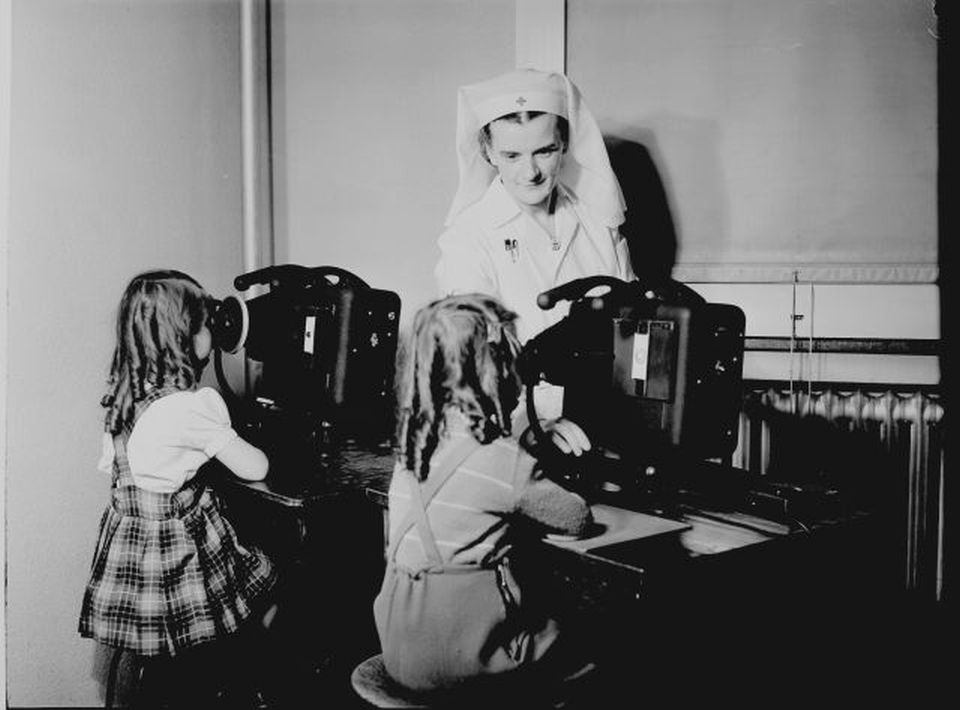
Mesure d'acuité visuelle, 1946
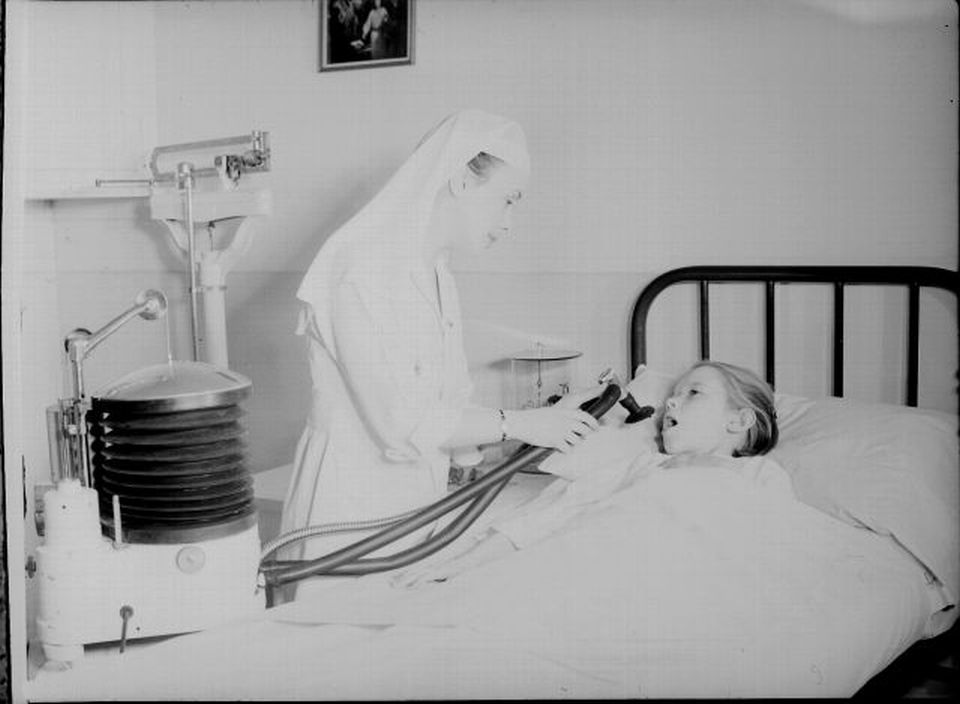
Aide à la respiration, 1946